# Guaso

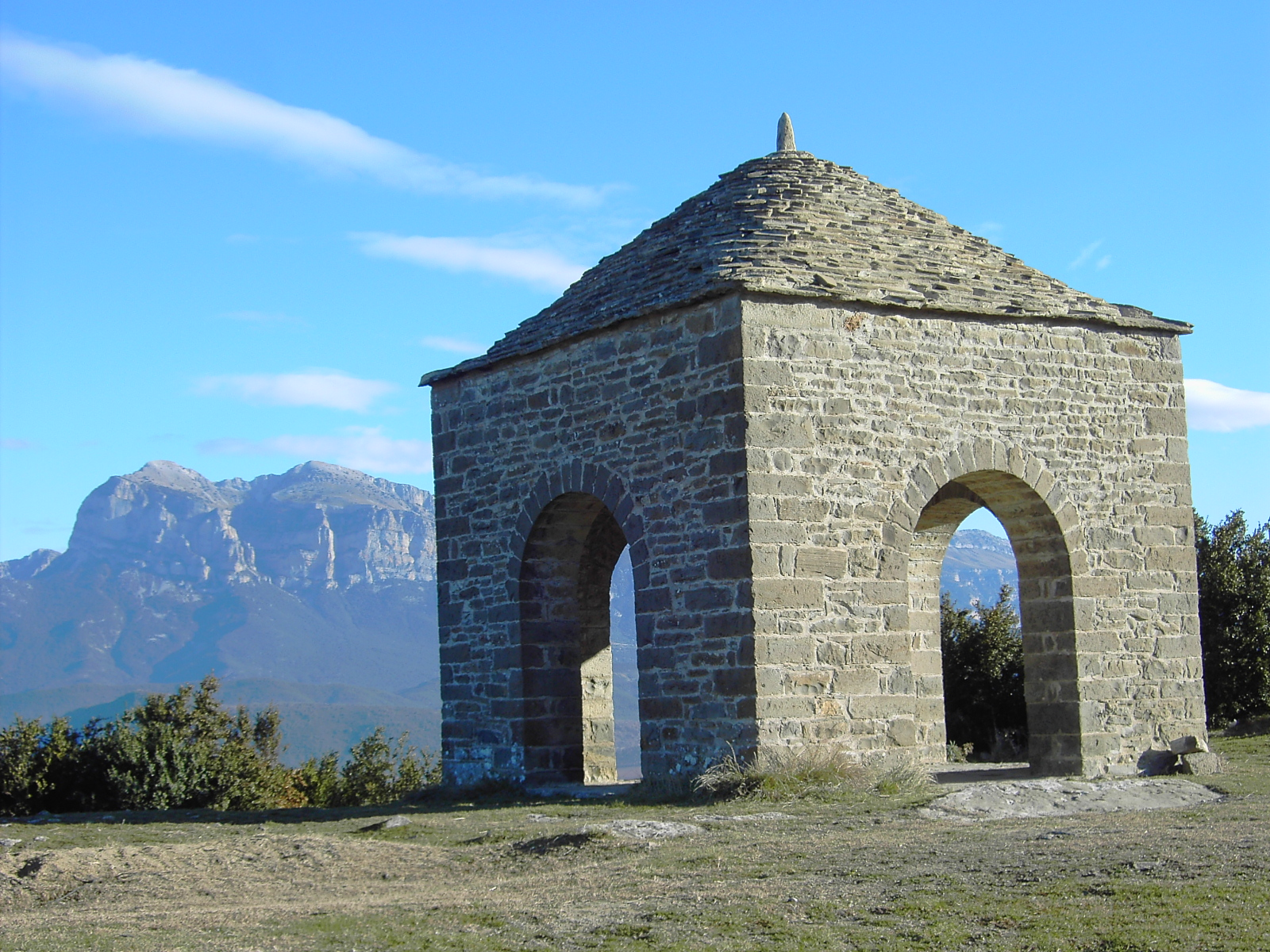
Exconjurador a Guaso. Al fons, la Penya Montanyesa.

Guaso és un nucli de població del Baix Sobrarb, situat al Prepirineu, 16 km al SSE d'Ainsa. pertany al terme municipal de L'Aïnsa.
Cal destacar l'església de Sant Salvador del segle xii, amb absis romànic; l'ermita de Santa Quitèria del segle xvi i un exconjurador situat a un tossal de gran bellesa paisatgística. Guaso té nou barris, o llogarets dispersats, sovint situats a llocs de fort pendent: Samper, el Arrabal, Bestreguí, la Closa, Santa Quiteria, el Tozal, el Puyal, el Grado i la Rivera.